# Lobogethes despecta
Lobogethes despecta är en fjärilsart som beskrevs av W. Warren 1898. Lobogethes despecta ingår i släktet Lobogethes och familjen Uraniidae. Inga underarter finns listade i Catalogue of Life.